# Saint-Joseph-de-Rivière
Pour les articles homonymes, voir Saint-Joseph et Rivière (homonymie).
Saint-Joseph-de-Rivière est une commune française située administrativement dans le département de l'Isère, en région Auvergne-Rhône-Alpes et, autrefois rattachée à l'ancienne province du Dauphiné.
La commune, située à mi-chemin des agglomérations de Grenoble et Chambéry se positionne également dans la plaine du Guiers, au pied du massif de la Chartreuse.
À la suite d'un nouveau découpage territorial mis en application à l'occasion des élections départementales de 2015, le territoire de la commune se situe désormais sur le territoire du canton de Chartreuse-Guiers.
Entre 1895 et 1936, la commune était desservie par la ligne de chemin de fer de Voiron à Saint-Béron, un chemin de fer secondaire à voie métrique, considéré comme un tramway et qui reliait les Riviérois aux villes de Voiron, Saint-Laurent-du-Pont et Des Échelles.
Les habitants de Saint-Joseph-de-Rivière se dénomment les Riviéroises et les Riviérois.

## Géographie

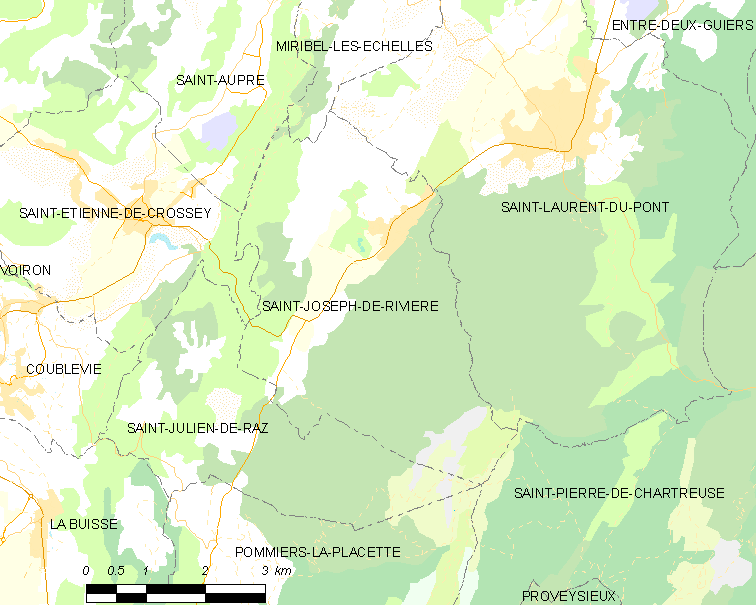
Plan du territoire de Saint-Joseph-de-Rivière.

### Situation
Le territoire communal est situé au sud de la plaine alluvionnaire formée par les deux Guiers souvent dénommée sous le nom de « vallée de Saint-Laurent-du-Pont », elle-même située au nord-ouest du département de l'Isère, à proximité immédiate du massif de la Chartreuse dont elle marque les limites occidentales. Le territoire communal fait intégralement partie de la circonscription territoriale du département de l'Isère et s'inscrit dans le parc naturel régional de la Chartreuse.
Le centre du bourg de Saint-Joseph-de-Rivière est situé à 31 km de Grenoble, préfecture de l'Isère, 101 km de Lyon, préfecture de la région Auvergne-Rhône-Alpes ainsi qu'à environ 463 km de Nice (par la route et l'autoroute) et 571 km de Paris.

### Description
Saint-Joseph-de-Rivière est une petite commune rurale se présentant sous la forme d'un bourg de taille modeste situé sur la route de Saint-Laurent-du-Pont à Voiron et associé de quelques hameaux souvent composés d'un nombre limité d'habitations, disséminés dans une large plaine alluvionnaire partiellement marécageuse et entourée par deux chaînes montagneuses, l'une modeste et l'autre nettement plus élevée. La partie septentrionale du territoire est légèrement surélevé avec un habitat plus clairsemé.

### Géologie
La commune est située dans une ancienne vallée glaciaire, au pied nord du Massif de la Chartreuse. Elle est séparée de Saint-Laurent-du-Pont par la réserve naturelle des tourbières de l'Herretang. De l'autre côté, la route Saint-Joseph de Rivière - Voiron passe dans le défilé du Grand Crossey.

### Hydrologie

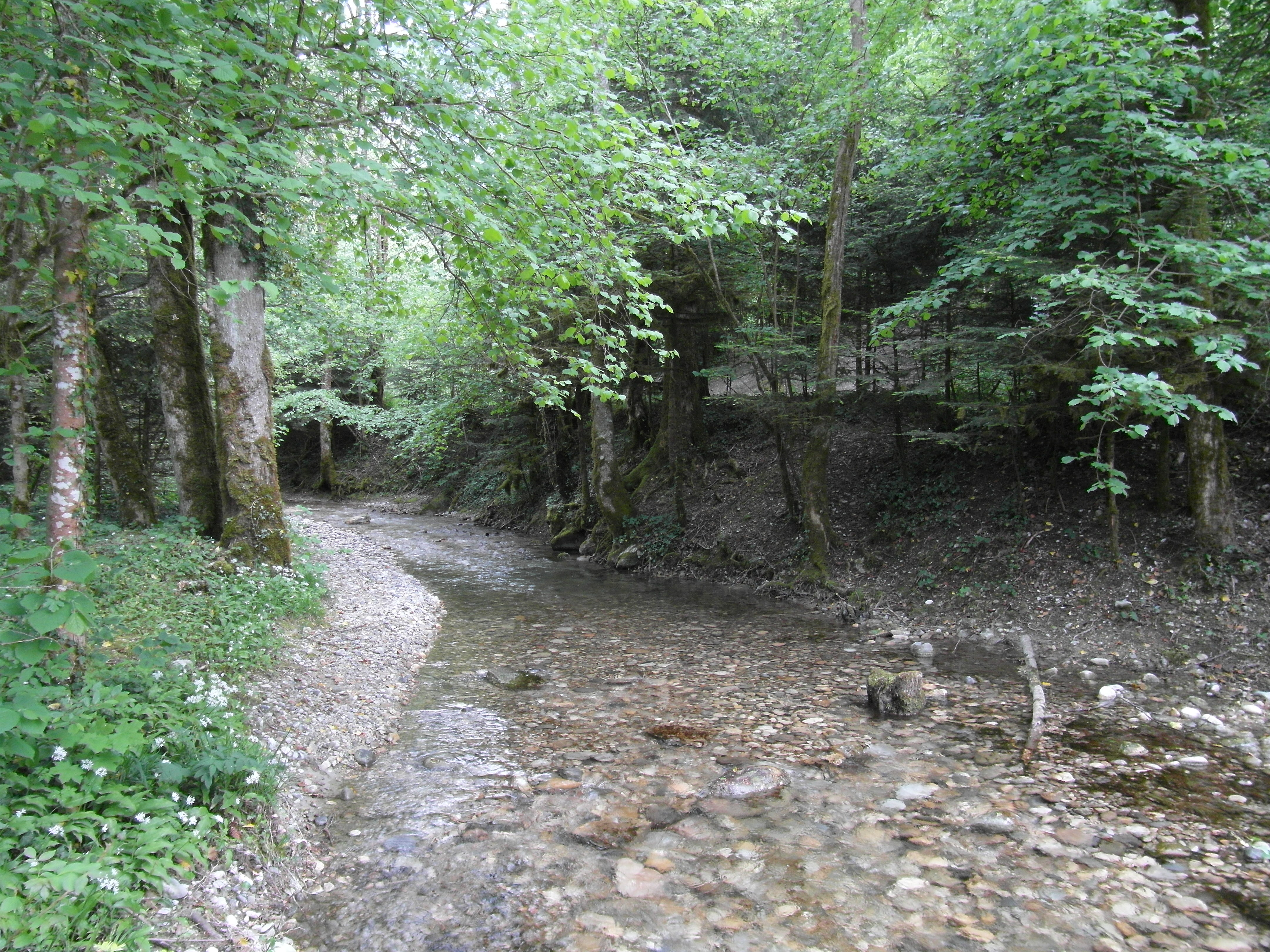
Le Ruisseau de Chorolant.

Le territoire communal est traversé par quelques cours d'eau, principalement par un cours d'eau aménagé en canal et quatre ruisseaux :
- le ruisseau de Chorolant ;
- le ruisseau de Forent ;
- le ruisseau du Grand Moulin ;
- le ruisseau de Merdaret ;
- le canal de l'Herrétang est un cours d'eau aménagé, d'une longueur de 17,7 km qui s'écoule depuis la commune de La Sure en Chartreuse pour rejoindre le Guiers à Entre-deux-Guiers[2], après avoir traversé le territoire de la commune, puis celui de Saint-Laurent-du-Pont.

### Climat
Pour des articles plus généraux, voir Climat d'Auvergne-Rhône-Alpes et Climat de l'Isère.
En 2010, le climat de la commune est de type climat de montagne, selon une étude du Centre national de la recherche scientifique s'appuyant sur une série de données couvrant la période 1971-2000. En 2020, Météo-France publie une typologie des climats de la France métropolitaine dans laquelle la commune est exposée à un climat de montagne ou de marges de montagne et est dans la région climatique Alpes du nord, caractérisée par une pluviométrie annuelle de 1 200 à 1 500 mm, irrégulièrement répartie en été.
Pour la période 1971-2000, la température annuelle moyenne est de 10,9 °C, avec une amplitude thermique annuelle de 18,7 °C. Le cumul annuel moyen de précipitations est de 1 378 mm, avec 10,3 jours de précipitations en janvier et 8 jours en juillet. Pour la période 1991-2020, la température moyenne annuelle observée sur la station météorologique de Météo-France la plus proche, « St Aupre_sapc », sur la commune de Saint-Aupre à 3 km à vol d'oiseau, est de 11,0 °C et le cumul annuel moyen de précipitations est de 1 376,9 mm,. Pour l'avenir, les paramètres climatiques de la commune estimés pour 2050 selon différents scénarios d'émission de gaz à effet de serre sont consultables sur un site dédié publié par Météo-France en novembre 2022.

#### Températures des minimales et maximales enregistrées sur trois ans
- 2012

| Mois                              | jan. | fév. | mars | avril | mai  | juin | jui. | août | sep. | oct. | nov. | déc. |
| --------------------------------- | ---- | ---- | ---- | ----- | ---- | ---- | ---- | ---- | ---- | ---- | ---- | ---- |
| Température minimale moyenne (°C) | 0,2  | −5   | 2,1  | 7,1   | 10   | 13,8 | 14,7 | 14,4 | 10,7 | 8,3  | 4,2  | 0,5  |
| Température maximale moyenne (°C) | 7,1  | 3,5  | 17,1 | 16,6  | 22,2 | 25,7 | 26,7 | 29   | 22,2 | 17,4 | 11,5 | 7,4  |

- 2014

| Mois                              | jan. | fév. | mars | avril | mai  | juin | jui. | août | sep. | oct. | nov. | déc. |
| --------------------------------- | ---- | ---- | ---- | ----- | ---- | ---- | ---- | ---- | ---- | ---- | ---- | ---- |
| Température minimale moyenne (°C) | 0,9  | 2,1  | 2,6  | 7,1   | 8,9  | 13,1 | 14,8 | 13,6 | 12,4 | 9,3  | 5,3  | 1,5  |
| Température maximale moyenne (°C) | 8,5  | 10,4 | 15,1 | 18,7  | 20,2 | 27,1 | 24,5 | 24,5 | 23,6 | 20,3 | 13,4 | 7,5  |

- 2016

| Mois                              | jan. | fév. | mars | avril | mai  | juin | jui. | août | sep. | oct. | nov. | déc. |
| --------------------------------- | ---- | ---- | ---- | ----- | ---- | ---- | ---- | ---- | ---- | ---- | ---- | ---- |
| Température minimale moyenne (°C) | 2,1  | 3,1  | 2    | 5,4   | 9,2  | 14   | 15   | 14   | 13,2 | 6,7  | 3,8  | −3,6 |
| Température maximale moyenne (°C) | 9,2  | 10   | 12,4 | 16    | 19,9 | 24,6 | 28,8 | 28,4 | 26,1 | 16,1 | 11,2 | 6,9  |

### Voie de communication

#### Voies routières
- Les routes départementales 520 et 520A

Le territoire communal de Saint-Joseph-de-Rivière est traversé par la RD 520 venant de Voiron et rejointe par la RD 520A, venant de Voreppe.
Cette route pénètre dans le territoire de la commune par le sud-ouest, à la limite de la commune de La Sure en Chartreuse et sort de ce même territoire vers le nord, à la limite de la commune de Saint-Laurent-du-Pont.

### Transports locaux

#### Transports routiers
Pour se rendre de Saint-Joseph-de-Rivière jusqu'à Grenoble ou Voiron, par les transports en commun, il existe deux lignes d'autocars gérées par le réseau interurbain de l'Isère.
| Lignes       | Dessertes                                                     | Transporteurs      |
| ------------ | ------------------------------------------------------------- | ------------------ |
| Ligne no T40 | Saint-Pierre-de-Chartreuse ↔ Saint-Laurent-du-Pont ↔ Grenoble | Cars Faure Vercors |

| Lignes       | Dessertes                                                       | Transporteurs      |
| ------------ | --------------------------------------------------------------- | ------------------ |
| Ligne no T41 | Chambéry ↔ Saint-Laurent-du-Pont ↔ Les Échelles ↔ Voiron (Gare) | Cars Faure Vercors |

#### Transports ferroviaires
Les gares ferroviaires les plus proches de Saint-Joseph-de-Rivière sont :
- la gare de Voiron, à une distance d'environ 12 km par la RD 520, mais non reliée par les transports en commun ;
- la gare de Voreppe, à une distance d'environ 15 km par la RD 520 et RD 520A, et reliée par la ligne de car du réseau interurbain de l'Isère.

## Urbanisme

### Typologie
Au 1er janvier 2024, Saint-Joseph-de-Rivière est catégorisée bourg rural, selon la nouvelle grille communale de densité à sept niveaux définie par l'Insee en 2022.
Elle est située hors unité urbaine. Par ailleurs la commune fait partie de l'aire d'attraction de Grenoble, dont elle est une commune de la couronne,. Cette aire, qui regroupe 204 communes, est catégorisée dans les aires de 700 000 habitants ou plus (hors Paris),.

### Occupation des sols
L'occupation des sols de la commune, telle qu'elle ressort de la base de données européenne d’occupation biophysique des sols Corine Land Cover (CLC), est marquée par l'importance des forêts et milieux semi-naturels (70,3 % en 2018), une proportion sensiblement équivalente à celle de 1990 (69,5 %). La répartition détaillée en 2018 est la suivante : 
forêts (61,7 %), prairies (14 %), terres arables (7,5 %), milieux à végétation arbustive et/ou herbacée (5,9 %), zones agricoles hétérogènes (5,4 %), zones urbanisées (2,9 %), espaces ouverts, sans ou avec peu de végétation (2,7 %). L'évolution de l’occupation des sols de la commune et de ses infrastructures peut être observée sur les différentes représentations cartographiques du territoire : la carte de Cassini (XVIIIe siècle), la carte d'état-major (1820-1866) et les cartes ou photos aériennes de l'IGN pour la période actuelle (1950 à aujourd'hui).

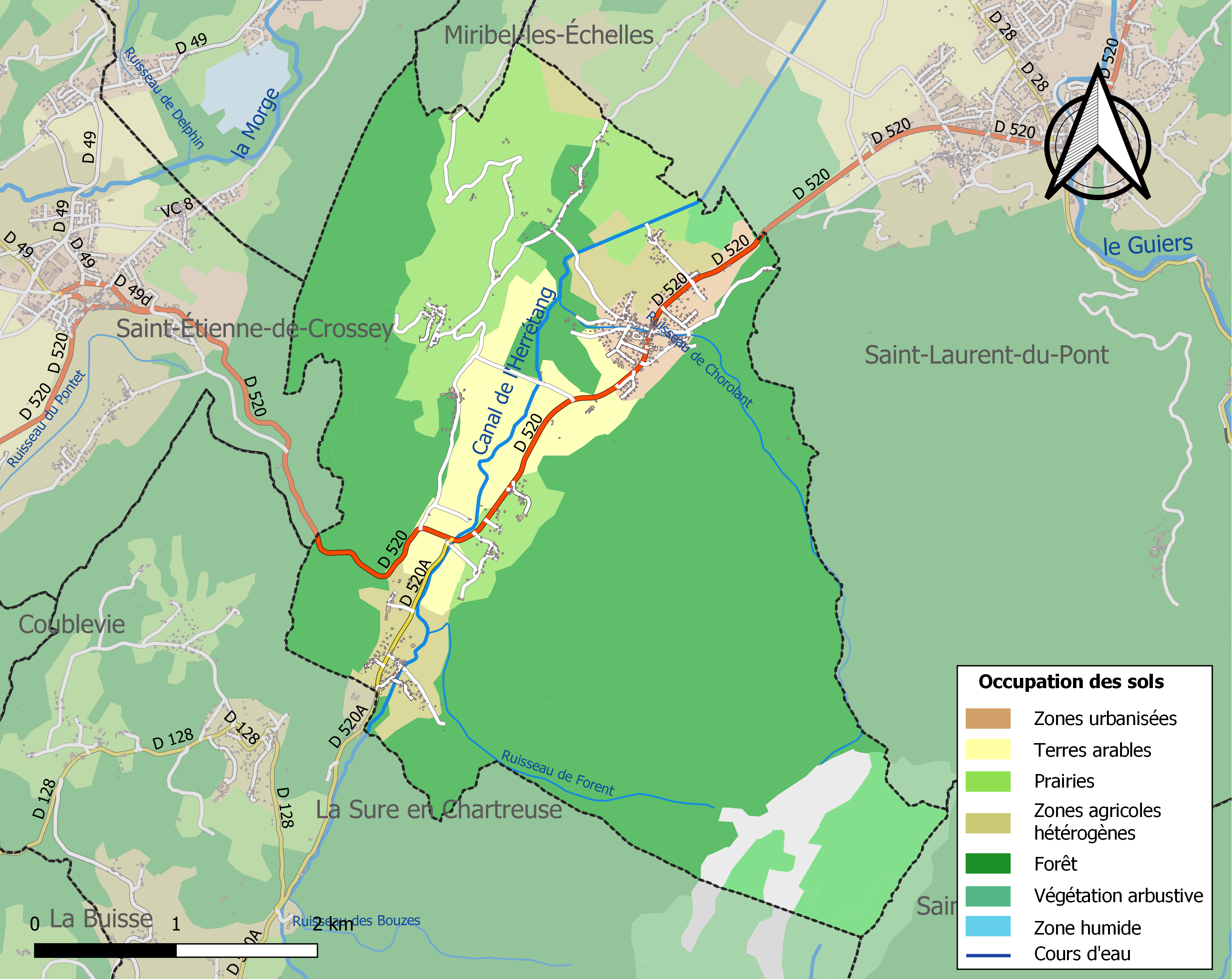
Carte des infrastructures et de l'occupation des sols de la commune en 2018 (CLC).

### Morphologie urbaine
La rue principale du bourg (dénommée Les Nesmes) présente quelques constructions à usage d'habitation alignées de type « maison de ville », la plupart, à deux niveaux, mais aussi à l'instar des hameaux de la commune, on peut découvrir essentiellement des corps de fermes, souvent réaménagées en habitat classique ainsi que quelques villas généralement construites durant le XXe siècle.

### Hameaux, lieux-dits et écarts
Voici, ci-dessous, la liste la plus complète possible des divers hameaux, quartiers et lieux-dits résidentiels urbains comme ruraux qui composent le territoire de la commune de Saint-Joseph-de-Rivière, présentés selon les références toponymiques fournies par le site géoportail de l'Institut géographique national.
| - La Merlatière - Les Satres - Les Bouviers - Les Jolys - La Gulletière - La Tuilerie - Les Lards - Le Morard | - Le Fond de Rivière - La Tournerie - Les Nesmes - La Côte - La Bourderie - Saint-Robert - Le Plan - Sirandière | - Les Charrats - Sirandière - Les Demay - Les Catins - Les Grollets - La Guillenchière - Bois du Roi - Le Fournel |

### Risques naturels et technologiques

#### Risques sismiques
L'ensemble du territoire de la commune de Saint-Joseph-de-Rivière est situé en zone de sismicité no 4 (sur une échelle de 1 à 5), comme la plupart des communes proches du massif de la Chartreuse.
| Type de zone | Niveau            | Définitions (bâtiment à risque normal) |
| ------------ | ----------------- | -------------------------------------- |
| Zone 4       | Sismicité moyenne | accélération = 1,6 m/s2                |

## Histoire

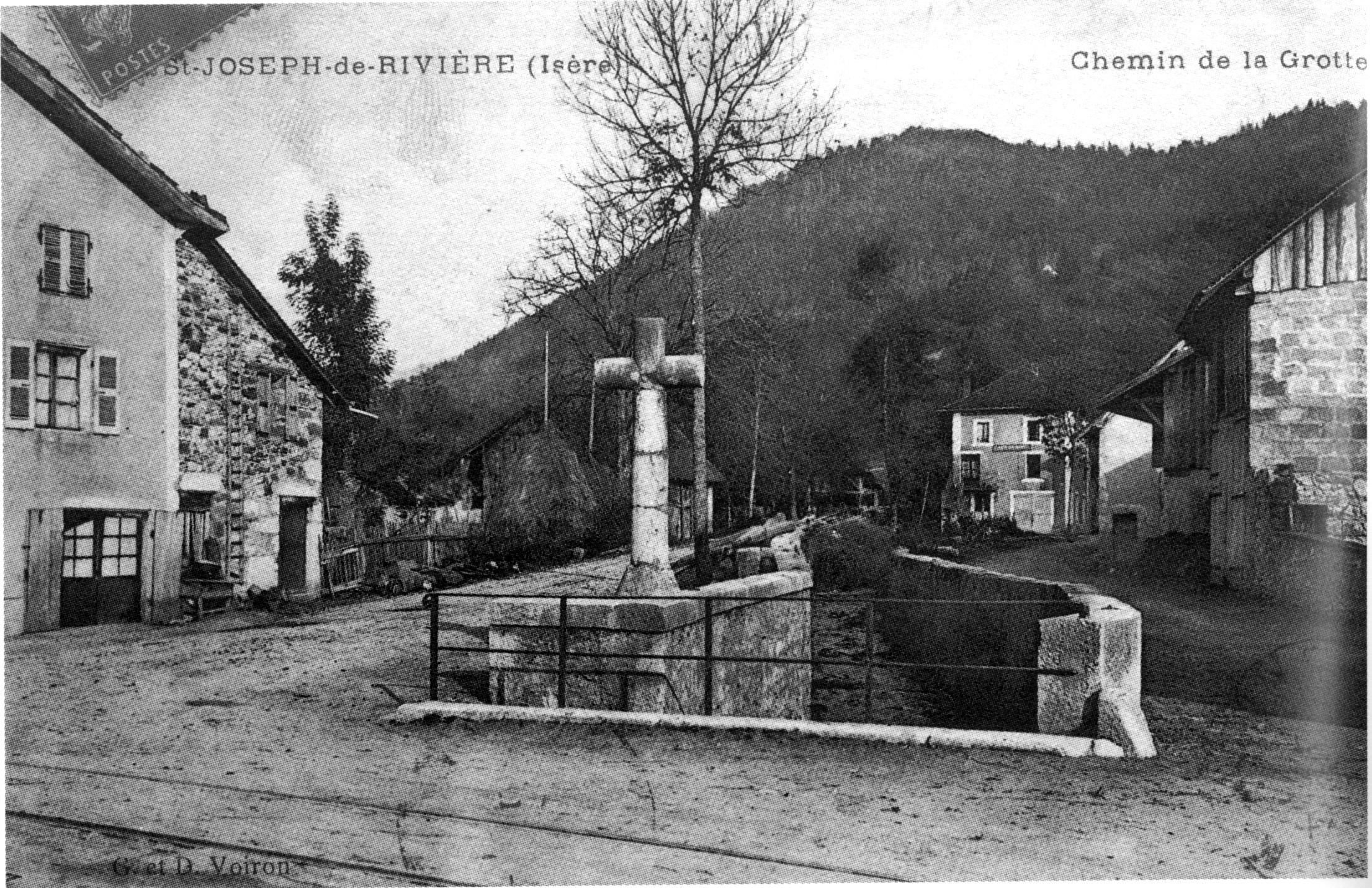
Le chemin de la grotte en 1908.

### Moyen Âge et Renaissance
Durant cette période, les terres de Saint-Joseph-de-Rivière dépendent de la paroisse de Saint-Laurent-du-Pont.

### Époque contemporaine

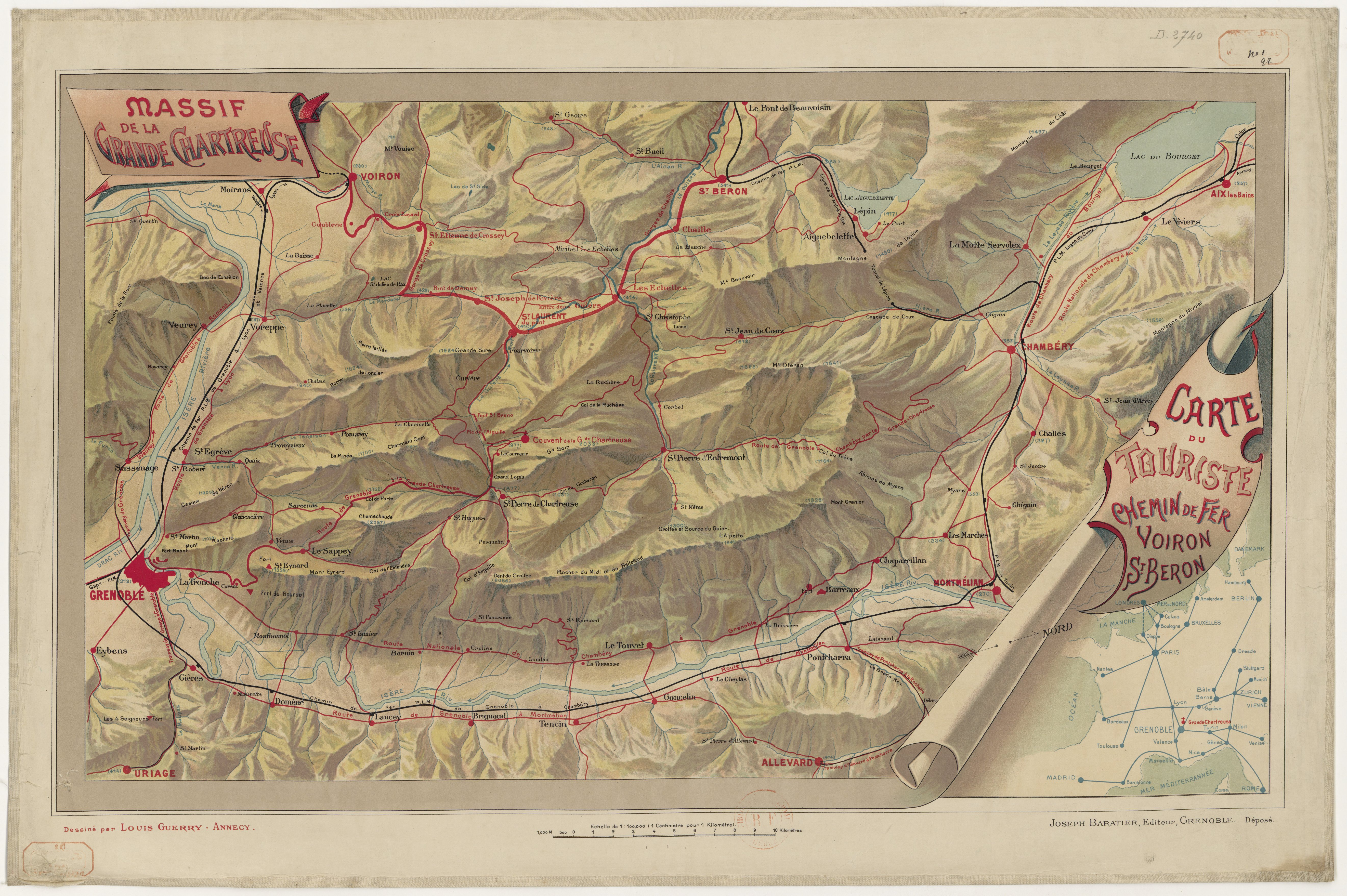
Carte de la ligne Voiron-Saint-Béron.

La commune de Saint-Joseph-de-Rivière est créée en 1835 par détachement d'un section de la commune de Saint-Laurent-du-Pont qui se retrouve alors amputée du tiers sud de son territoire.
Ce détachement est définitivement enregistré par une ordonnance royale du 14 juillet 1836.

#### Le Chemin de fer de Voiron à Saint-Béron
En 1895, La ligne de chemin de fer de Voiron à Saint-Béron qui mesurait 35 km, dont 25 en Isère permettait de relier Saint-Joseph-de-Rivière aux communes de Voiron, de Saint-Laurent-du-Pont et de Saint-Béron et d'accéder aux correspondances des lignes de train de Lyon à Grenoble et de Lyon à Chambéry. Comme de nombreux chemins de fer secondaires, la ligne était destiné au transport des voyageurs comme à celui des marchandises. Cette ligne fut fermée avant le début de la Seconde Guerre mondiale.

## Politique et administration

### Administration communale
Le conseil municipal est composé de quatorze membres dont un maire, quatre adjoints au maire et neuf conseillers municipaux dont un délégué. On y compte sept hommes et sept femmes.

### Liste des maires
| Période                                  | Période   | Identité                 | Étiquette  | Qualité                                  |
| ---------------------------------------- | --------- | ------------------------ | ---------- | ---------------------------------------- |
| 1836                                     | 1843      | Joseph PECLET            |            |                                          |
| 1843                                     | 1848      | Joseph BUISSIERE         |            |                                          |
| 1848                                     | 1852      | Claude SATRE             |            |                                          |
| 1852                                     | 1862      | Joseph BUISSIERE, fils   |            |                                          |
| 1862                                     | 1870      | Jean-Pierre BARNIER      |            |                                          |
| 1870                                     | 1871      | Louis SATRE              |            | Président du comité municipal provisoire |
| 1871                                     | 1878      | Jean-Pierre BARNIER      |            |                                          |
| 1878                                     | 1880      | François BAUDE           |            |                                          |
| 1880                                     | 1884      | Louis, Augustin SATRE    |            |                                          |
| 1884                                     | 1885      | Eugène BARNIER           |            |                                          |
| 1885                                     | 1892      | Joseph CHARAT            |            |                                          |
| 1892                                     | 1892      | Emile SATRE              |            |                                          |
| 1892                                     | 1908      | Alphonse SATRE-BUISSON   |            |                                          |
| 1908                                     | 1919      | Pierre VIAL              |            |                                          |
| 1919                                     | 1920      | Jean GALAMAND            |            |                                          |
| 1920                                     | 1925      | Jules DONNIER-VALENTIN   |            |                                          |
| 1925                                     | 1945      | Pierre VIAL              |            |                                          |
| 1945                                     | 1965      | Paul BRUN                |            |                                          |
| 1965                                     | 1971      | Paul CHARRIERE           |            |                                          |
| 1971                                     | 1989      | Xavier-François GAUTHIER |            |                                          |
| 1989                                     | 1995      | Pierre FEUGIER           |            |                                          |
| mars 1995                                | mars 2014 | Claude Degasperi         | PS         |                                          |
| mars 2014                                | mai 2020  | Gérard Arbor             | PS puis SE | Avocat                                   |
| mai 2020                                 | En cours  | Marylène Guijarro        | SE         |                                          |
| Les données manquantes sont à compléter. |           |                          |            |                                          |

## Population et société

### Démographie
L'évolution du nombre d'habitants est connue à travers les recensements de la population effectués dans la commune depuis 1836. Pour les communes de moins de 10 000 habitants, une enquête de recensement portant sur toute la population est réalisée tous les cinq ans, les populations de référence des années intermédiaires étant quant à elles estimées par interpolation ou extrapolation. Pour la commune, le premier recensement exhaustif entrant dans le cadre du nouveau dispositif a été réalisé en 2004.

En 2022, la commune comptait 1 243 habitants, en évolution de +2,14 % par rapport à 2016 (Isère : +3,07 %, France hors Mayotte : +2,11 %).
| 1836  | 1841  | 1846  | 1851  | 1856  | 1861  | 1866  | 1872  | 1876  |
| ----- | ----- | ----- | ----- | ----- | ----- | ----- | ----- | ----- |
| 1 340 | 1 409 | 1 455 | 1 415 | 1 350 | 1 223 | 1 205 | 1 088 | 1 072 |

| 1881 | 1886 | 1891 | 1896 | 1901 | 1906 | 1911 | 1921 | 1926 |
| ---- | ---- | ---- | ---- | ---- | ---- | ---- | ---- | ---- |
| 956  | 921  | 842  | 803  | 739  | 671  | 651  | 538  | 583  |

| 1931 | 1936 | 1946 | 1954 | 1962 | 1968 | 1975 | 1982 | 1990 |
| ---- | ---- | ---- | ---- | ---- | ---- | ---- | ---- | ---- |
| 549  | 558  | 567  | 598  | 519  | 533  | 598  | 723  | 800  |

| 1999 | 2004  | 2006  | 2009  | 2014  | 2019  | 2022  | - | - |
| ---- | ----- | ----- | ----- | ----- | ----- | ----- | - | - |
| 961  | 1 082 | 1 093 | 1 104 | 1 224 | 1 224 | 1 243 | - | - |

### Enseignement
La commune est rattachée à l'académie de Grenoble (Zone A). Elle héberge et gère une école primaire et une école maternelle dont les bâtiments sont situés derrière l'église.

### Équipements sportifs
La commune héberge sur son territoire un stade de football, un plateau EPS de type city-stade pour les activités scolaires, une salle polyvalente, tous situés près du bourg, et deux sites d'escalade situé à l'entrée des gorges de Crossey.

### Médias

#### Presse écrite
- Le Reflex

Gazette communale de 8 à 16 pages (en décembre 2017) et comptant deux à quatre parutions annuelles. Les numéros sont consultables sur le site internet de la mairie.
- Le Dauphiné libéré

Historiquement, le quotidien à grand tirage Le Dauphiné libéré consacre, chaque jour, y compris le dimanche, dans son édition de Chartreuse et Sud Grésivaudan, un ou plusieurs articles à l'actualité de la commune, ainsi que des informations sur les éventuelles manifestations locales, les travaux routiers, et autres événements divers à caractère local.

### Presse audiovisuelle
La commune est située sur l'aire de diffusion de radio Ici Isère, une radio publique qui émet sur tout le territoire du département de l'Isère.

### Cultes

#### Culte catholique
L'église de Saint-Joseph-de-Rivière est rattachée à la paroisse « Saint Bruno de Chartreuse », dont la maison paroissiale se situe sur le territoire de la commune voisine de Saint-Laurent-du-Pont. Cette paroisse dépend de la Doyenné du Voironnais et du diocèse de Grenoble.

## Économie
Le commune fait partie de l'aire géographique de production et transformation du « Bois de Chartreuse », la première AOC de la filière Bois en France,.

### Industrie et artisanat
Le bourg abrite quelques petites structures professionnelles dont une entreprise de plomberie et une d'informatique, quelques artisans locaux, ainsi que des commerces de proximité (boulangerie, salon de coiffure, boucherie, tabac presse et confection).

### Agriculture
La commune compte encore quelques exploitations agricoles sur son territoire. Le site de la mairie en présente six dont un GAEC. L'ensemble de ces exploitations heberge des cheptels de bovins et assurent une production de lait.
Le GAEC dénommé « Ferme de Plantimay » assure des visites guidées avec dégustation des produits locaux ainsi que plusieurs exposition d'art et des animations diverses depuis 2009.

### Tourisme
Le bourg abrite un restaurant et un hôtel restaurant ainsi que des gîtes ruraux et des services de chambre d'hôtes.

## Culture locale et patrimoine

### Lieux et monuments

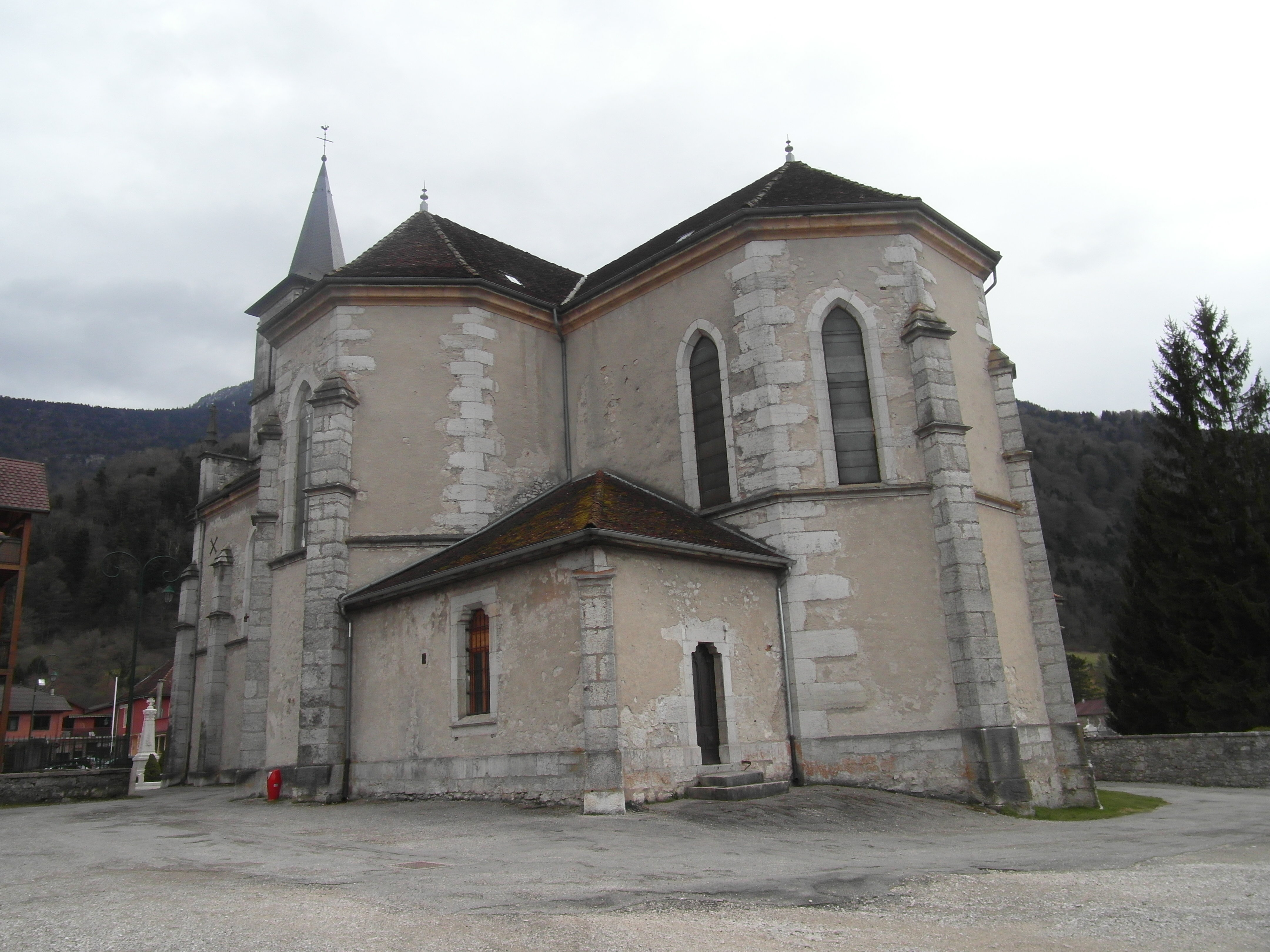
Église de Saint-Joseph de Rivière.

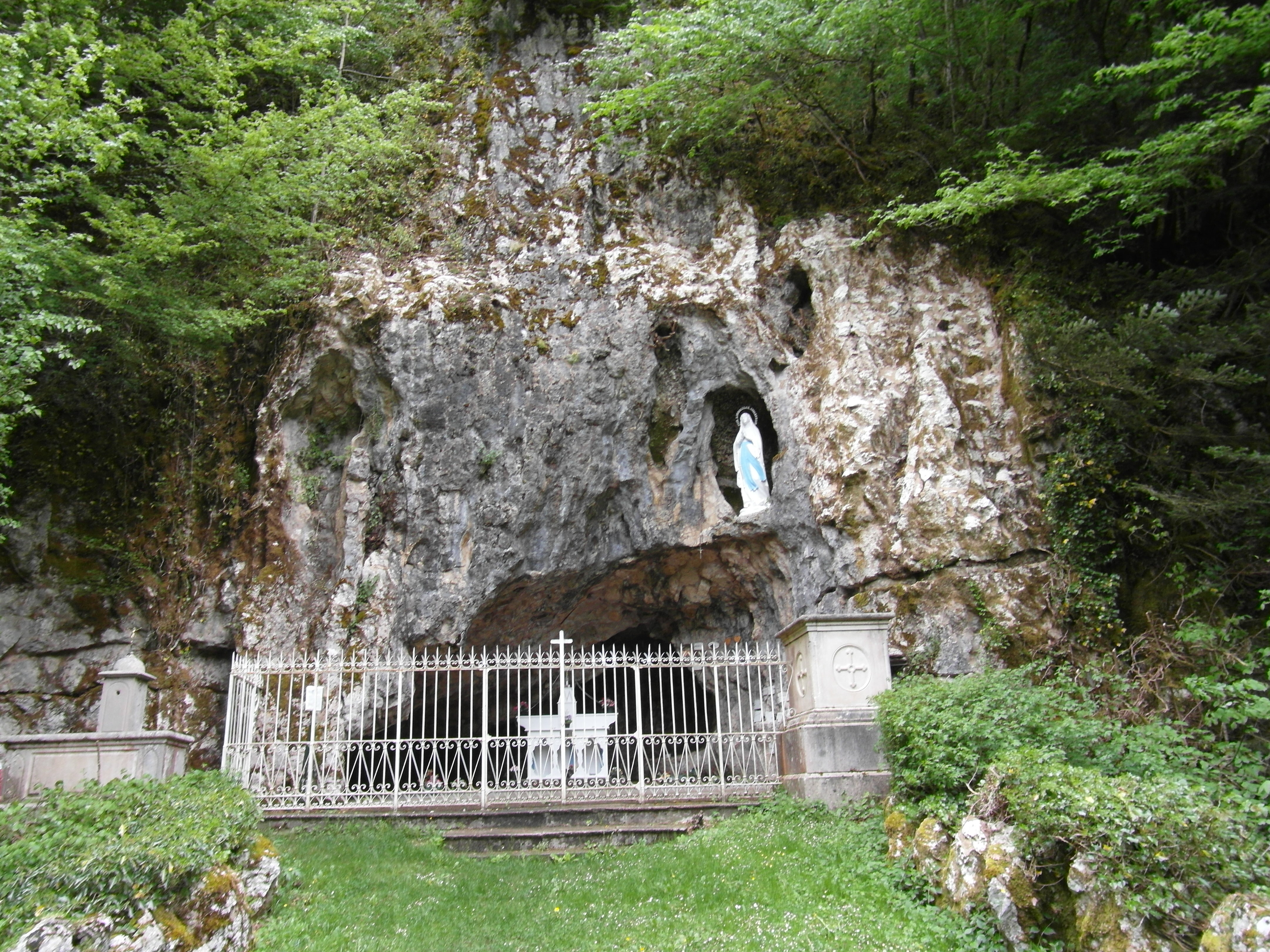
Grotte de Saint-Joseph de Rivière.

- L'église cartusienne Saint-Joseph de Saint-Joseph-de-Rivière, bâtie en 1860[31]. Son chemin de croix fut peint par Germain Détanger, un artiste lyonnais.

### Patrimoine culturel
- Une bibliothèque municipale[32].

### Patrimoine naturel
Saint-Joseph-de-Rivière, adhérente du parc naturel régional de Chartreuse, abrite de nombreux lieux naturels qui font l'objet de buts de randonnées.
- Les tourbières de l'Herretang, espace naturel sensible[33] et son sentier de l'Herretang.
- La grotte de Saint-Joseph-de-Rivière, copie locale de celle de Lourdes.

Cette copie fut construite en 1880, par l'Abbé Buissière, pour remercier la Vierge d'avoir permis la guérison de sa sœur.
- La cascade du Forent (ou cascade de La Pisserotte selon la dénomination inventée par l'IGN), aux limites septentrionales du territoire de la commune, sur le ruisseau Le Forent[31].
- Le plan d'eau de Saint-Joseph-de-Rivière.
- Les gorges de Crossey, une cluse jurassienne dont l'entrée (depuis le village) est située sur la route de Voiron, en limite du territoire de Saint-Étienne-de-Crossey[31].

### Personnalités liées à la commune
- Jean Terpend-Ordassière, député de l'Isère de 1945 à 1951, natif de la commune

### Héraldique
|  | Saint-Joseph-de-Rivière possède des armoiries dont l'origine et le blasonnement exact ne sont pas disponibles. |